# ساری‌داش
ساری‌داش (ترکی آذربایجانی: Sarıdaş) یک منطقهٔ مسکونی در جمهوری آرتساخ است که در استان شاهومیان واقع شده‌است.